# 阿萨姆蓼
阿萨姆蓼（学名：Polygonum assamicum），为蓼科蓼属下的一个种。

## 扩展阅读
維基物種上的相關：阿萨姆蓼